# Labkrautschwärmer

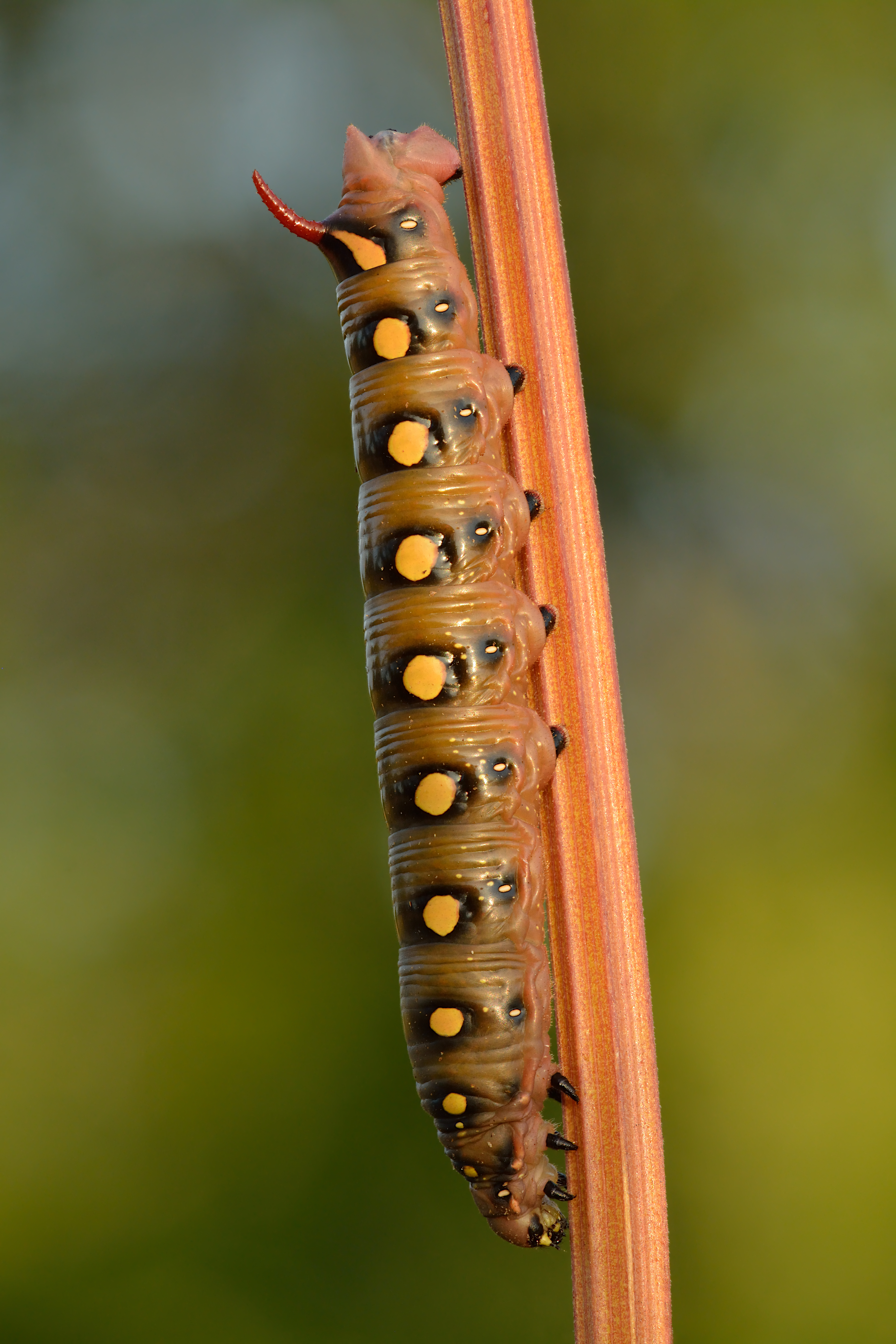
Erwachsene Raupe des Labkrautschwärmers

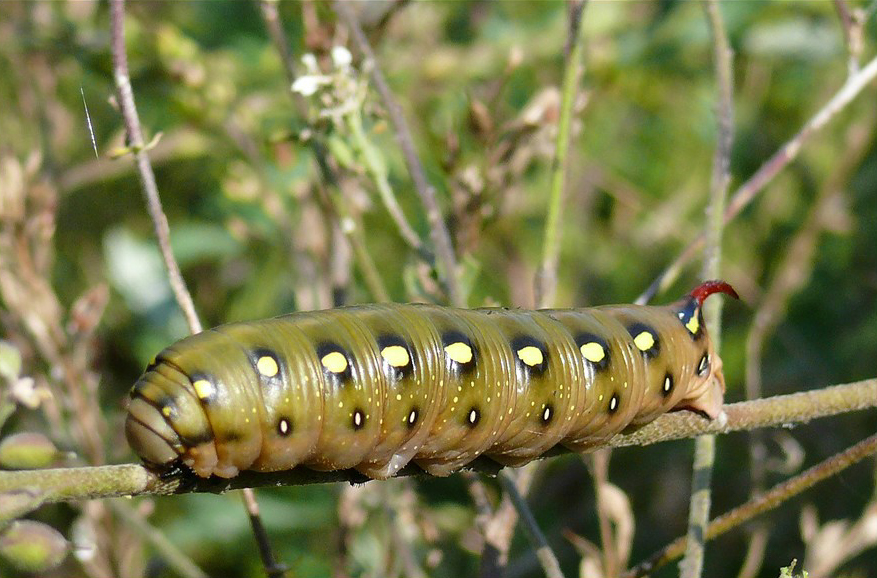
Raupe des Labkrautschwärmers, grüne Farbvariante

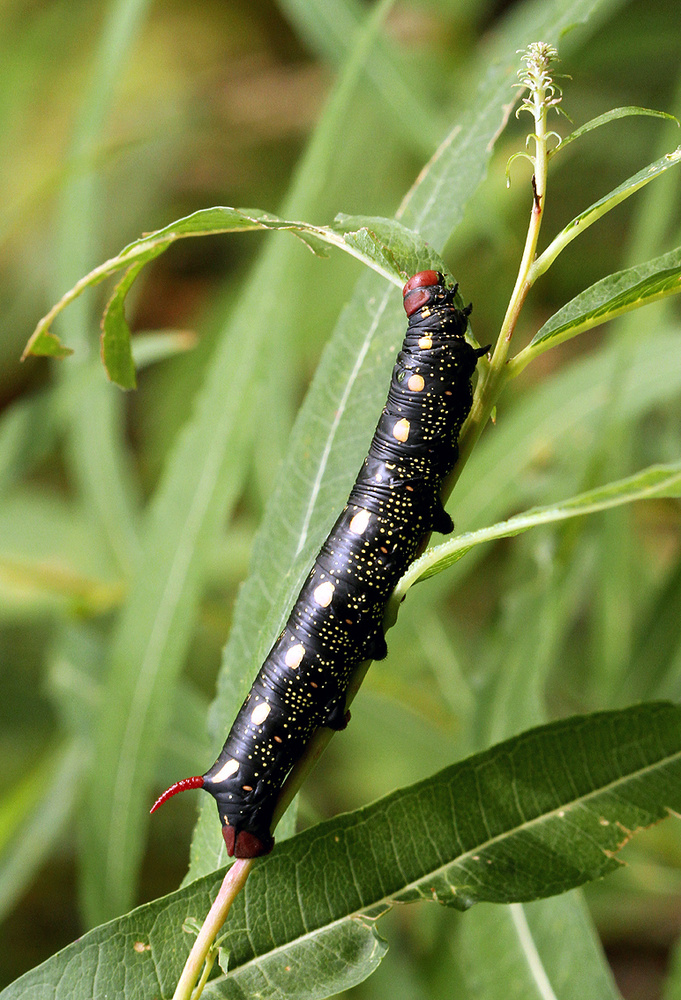
Raupe des Labkrautschwärmers an Weidenröschen, schwarze Farbvariante

Labkrautschwärmer vor Blüte der Katzenminze

Der Labkrautschwärmer (Hyles gallii) ist ein Schmetterling (Nachtfalter) aus der Familie der Schwärmer (Sphingidae).

## Merkmale
Die Falter erreichen eine Flügelspannweite von 5,5 bis 8 Zentimetern. Im Aussehen ähnelt diese Art sehr stark dem Wolfsmilchschwärmer (Hyles euphorbiae). Man kann sie jedoch anhand der Zeichnung der Vorderflügeloberseite unterscheiden. Beim Labkrautschwärmer ist das Rot der Hinterflügel nicht so ausgedehnt und das olivfarbene Band auf den Vorderflügeln ist nicht unterbrochen. Die Raupen werden 70 bis 80 Millimeter lang und sind variabel gefärbt. Eine Variante ist olivgrün mit schwarzen Augenflecken, die gelb gefüllt sind. Die Bauchbeine und das Analhorn sind rot. Eine weitere Farbvariante ist schwarz mit gelben Flecken sowie mit rotem Kopf und rotem Analhorn.

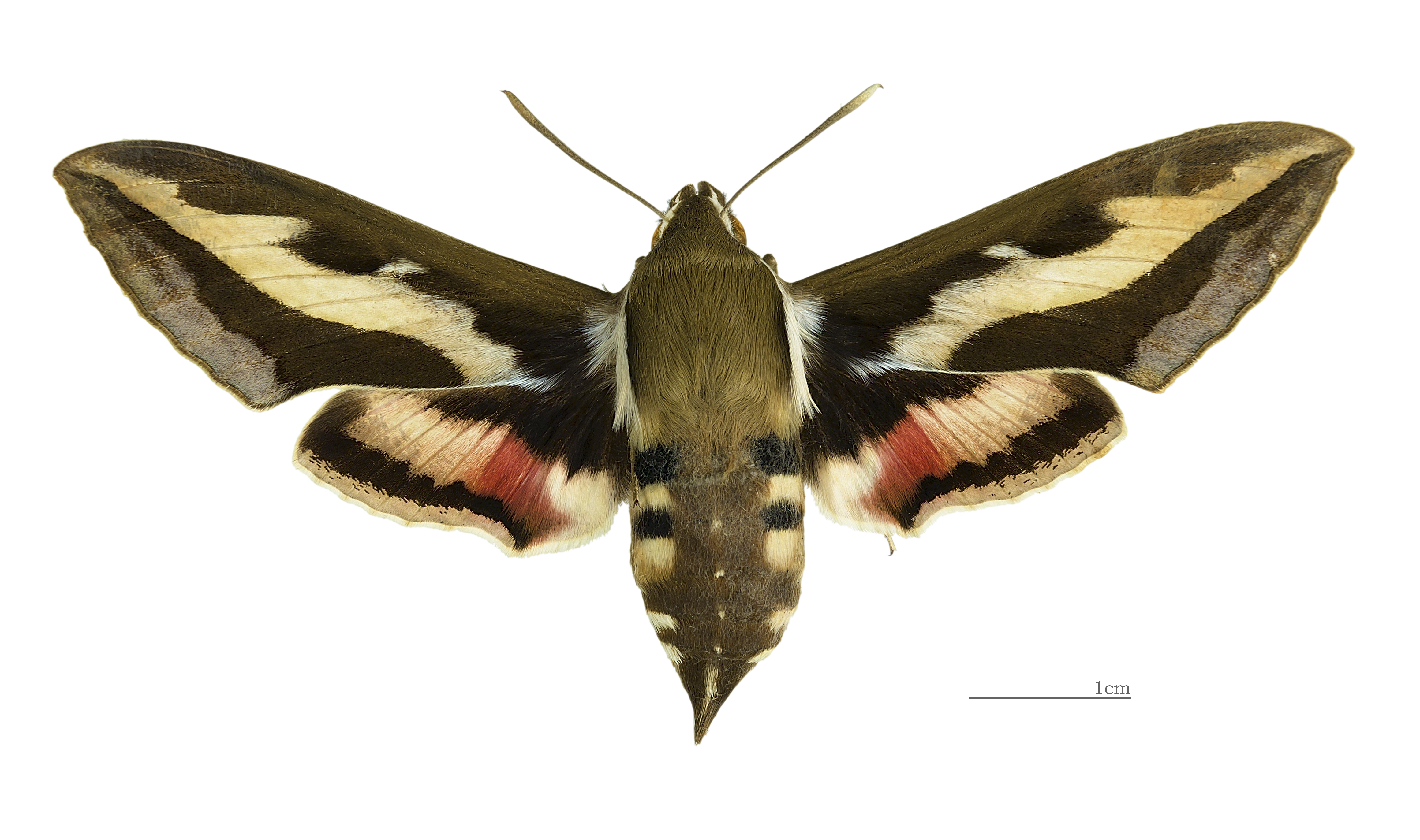
♀
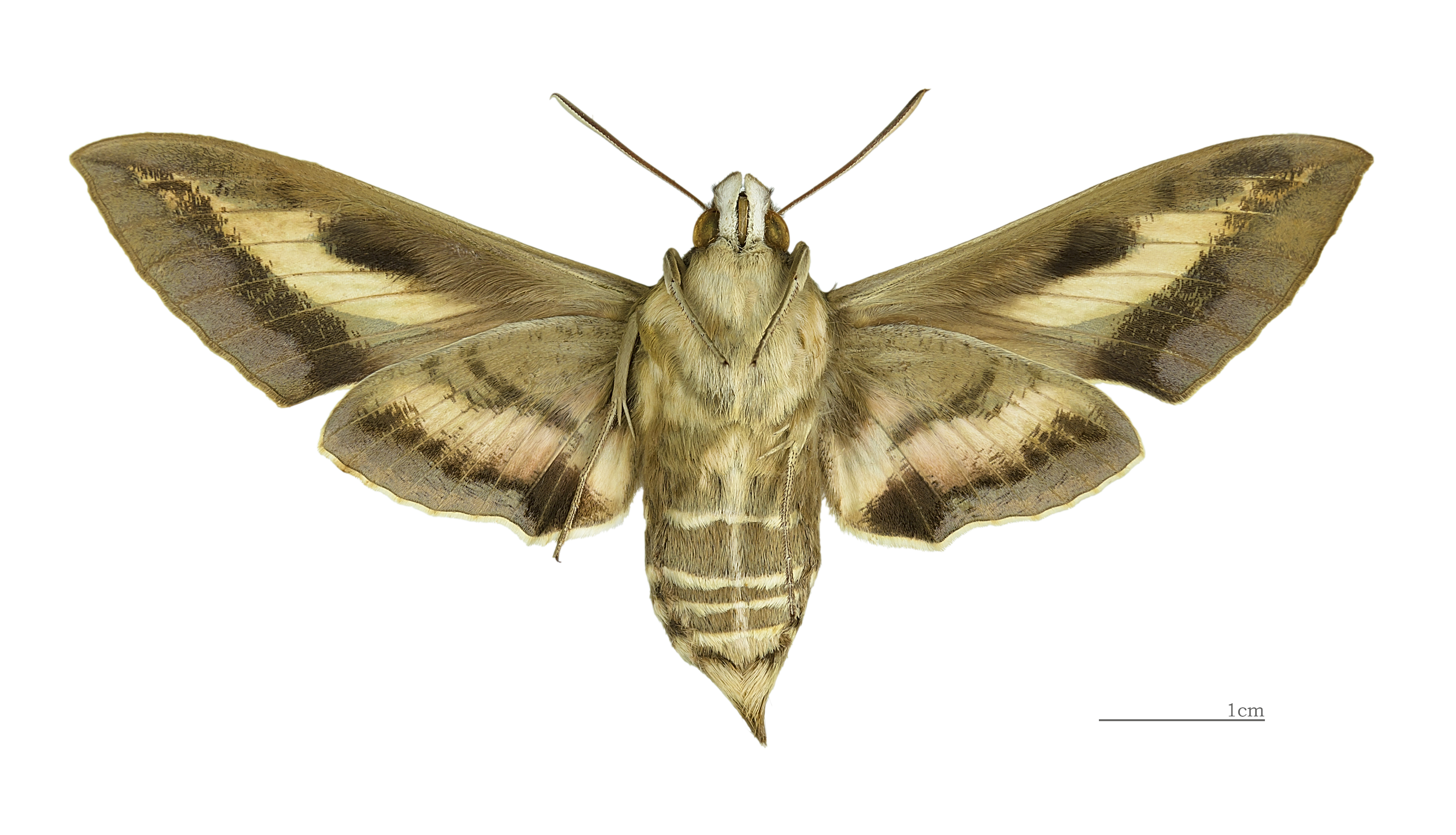
♀
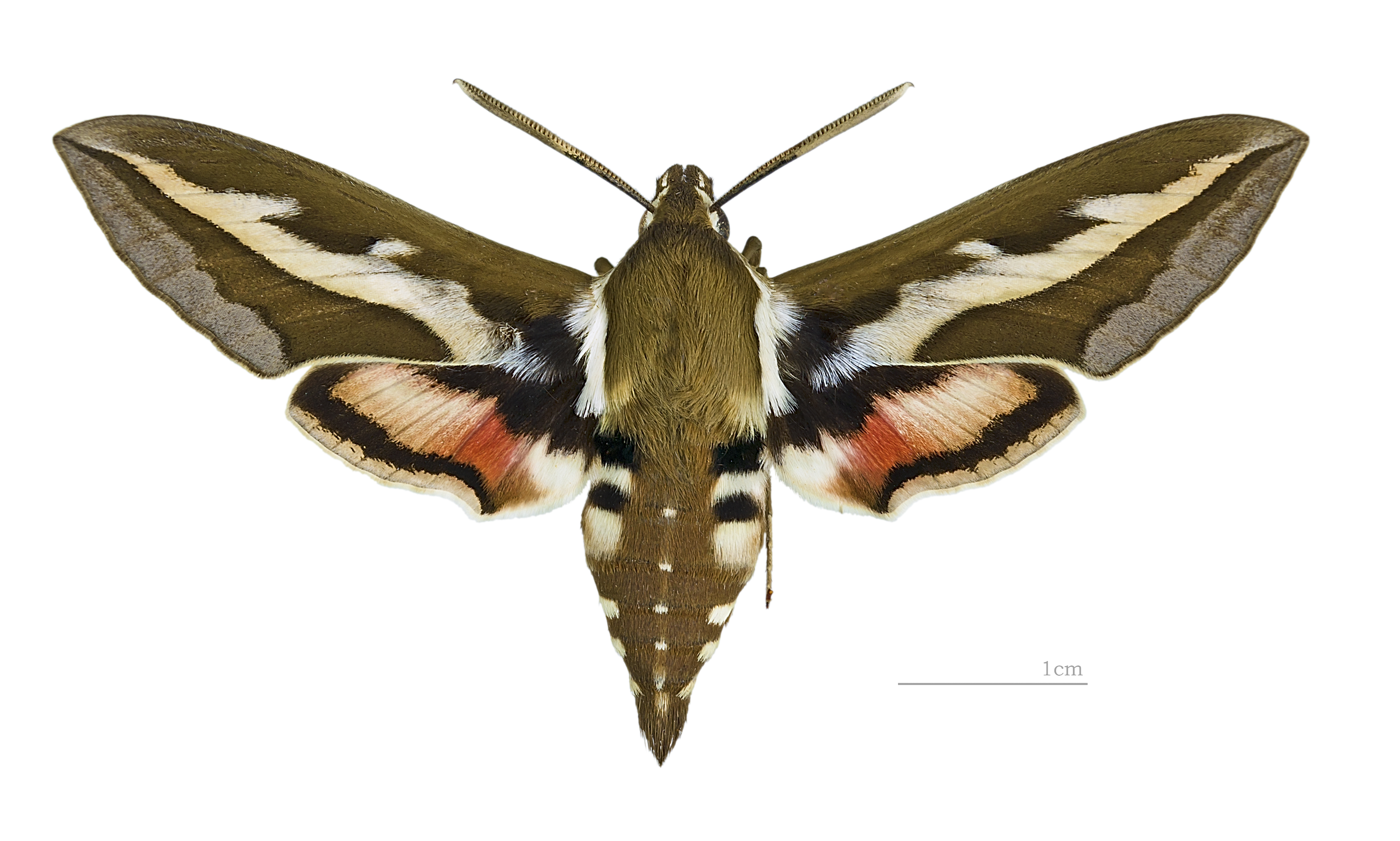
♂
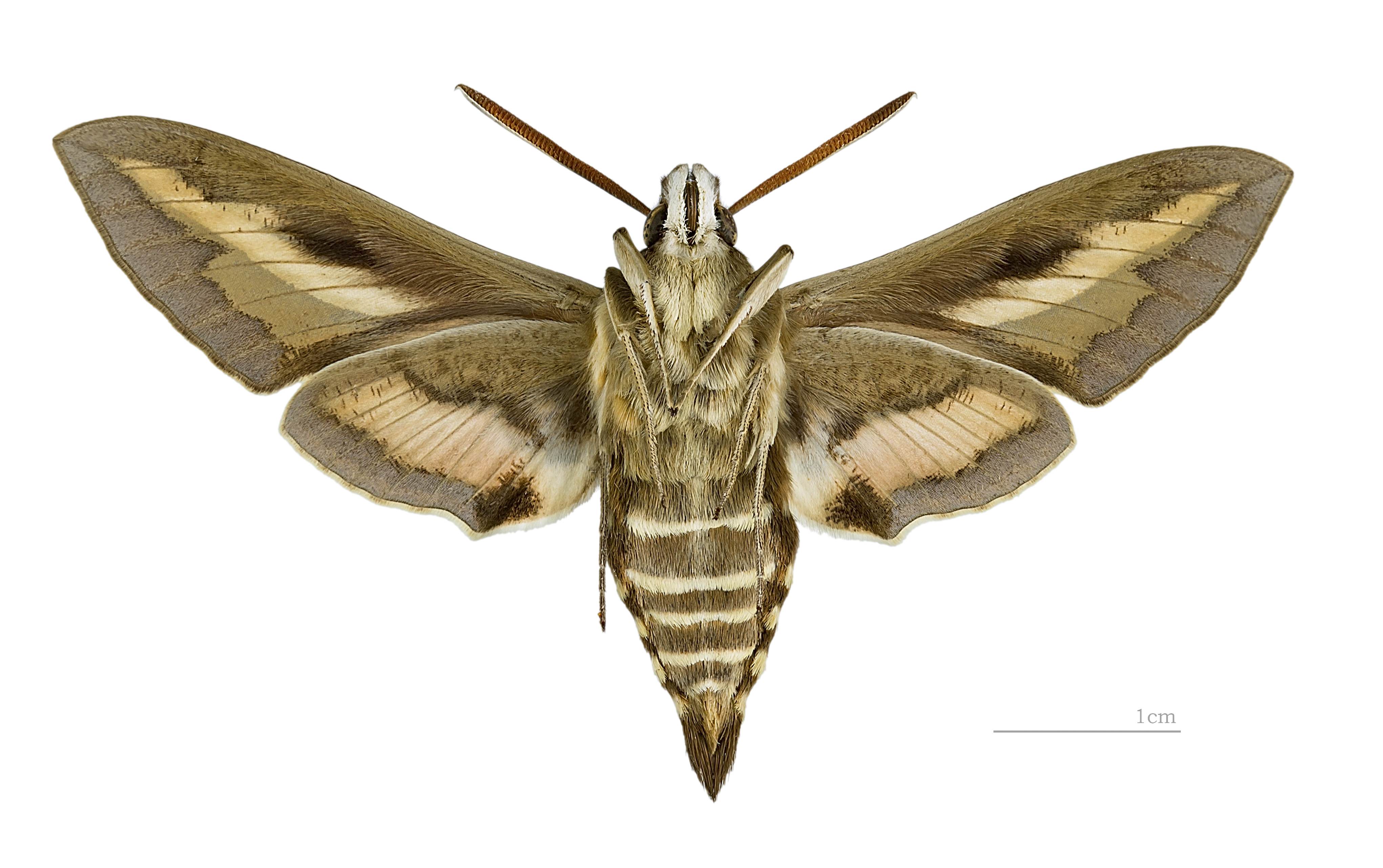
♂

### Ähnliche Arten
- Hyles dahlii (Geyer, 1827)
- Wolfsmilchschwärmer (Hyles euphorbiae) (Linnaeus, 1758)
- Linienschwärmer (Hyles livornica) (Esper, 1779)
- Hyles nicaea (de Prunner, 1798)
- Hyles tithymali (Boisduval, 1832)

### Synonyme
- Sphinx gallii Rottemburg, 1775[1]
- Deilephila chamaenerii Harris, 1839[1]
- Celerio chishimana Matsumura, 1929[1]
- Sphinx galii Denis & Schiffermüller, 1775[1]
- Deilephila galii Kirby, 1892[1]
- Celerio galii Kuznetsova, 1906[1]
- Deilephila intermedia Kirby, 1837[1]
- Celerio nepalensis Daniel, 1961[1]
- Deilephila oxybaphi Clemens, 1859[1]
- Celerio sachaliensis Matsumura, 1929[1]
- Celerio tibetanica Eichler, 1971[1]

## Lebensraum
Man findet diese Art auf sonnigen Heideflächen, Schonungen, warmen Waldrändern und überall dort, wo er sonst noch Nahrung findet. Das Verbreitungsgebiet erstreckt sich über Europa bis zum Polarkreis und in den Alpen bis 2.000 Meter Höhe. Man findet den Labkrautschwärmer aber auch im Norden Asiens und in Nordamerika. In Mitteleuropa kommt diese Art nur im Voralpenraum gehäuft vor.

## Entwicklung
In den ersten Maitagen schlüpfen die nacht- und dämmerungsaktiven Schmetterlinge, um im Juli nach der Eiablage zu sterben. In günstigen Jahren kann es auch eine zweite Generation geben. Die Raupen findet man von Juli bis September.

## Nahrung der Raupen
Die Raupen leben von Weidenröschen, bevorzugt Wald-Weidenröschen (Epilobium angustifolium), und natürlich Labkraut (Galium verum und Galium mollugo).

## Verbreitung
Der Labkrautschwärmer wurde in Mittel- und Nordeuropa bis über den Polarkreis hinaus festgestellt. In den nördlichen Gebieten tritt er aber nur als gelegentlicher Zuwanderer in Erscheinung. In Deutschland wird davon ausgegangen, dass er nur in den mittleren und nördlichen Landesteilen bodenständig ist. In Südeuropa ist er in Nordspanien, Nord- und Mittelitalien, sowie auf dem Balkan mit Ausnahme von Albanien und Griechenland beheimatet. In Kleinasien kann die Art entlang der Schwarzmeerküste und im Kaukasus, weiter durch die gemäßigte Zone Asiens (Himalaja) bis Japan beobachtet werden. Er wird ebenfalls in Nordamerika angetroffen.